# 工藤則勝
工藤 則勝（くどう のりかつ、1847年6月29日（弘化4年5月17日） - 1916年（大正5年）1月11日）は、明治時代の司法官。大審院検事。

## 経歴
工藤勇蔵の長男として陸奥弘前（現青森県弘前市）に生まれる。弘前藩藩校稽古館で学ぶ。1871年（明治4年）司法省に奉職し検事となり、1878年（明治11年）判事に転じる。1880年（明治13年）岩手重罪裁判長兼控訴院評定官となり、1889年（明治22年）宇都宮予審裁判所長、1892年（明治25年）東京地方裁判所検事正、1898年（明治31年）函館控訴院検事長を経て、1903年（明治36年）大審院検事に進んだ。

## 親族
- 養子：工藤外三郎（内科学者）[3]